# Freinberg
Freinberg  ist eine Gemeinde in Oberösterreich im Bezirk Schärding im Innviertel mit 1531 Einwohnern (Stand 1. Jänner 2025).

## Geografie
Freinberg liegt auf um die 450 m auf einer Anhöhe unmittelbar oberhalb der Dreiflüssestadt Passau.
Die Ausdehnung der Gemeinde beträgt von Nord nach Süd 5,7 km, von West nach Ost 5,8 km.  Die Gesamtfläche beträgt 20 km². 44 % der Fläche sind bewaldet, 45,5 % der Fläche sind landwirtschaftlich genutzt.

### Gemeindegliederung
Die Gemeinde besteht aus den Katastralgemeinden Haibach (Westen) und Hinding (Osten und Norden).
Das Gemeindegebiet umfasst folgende neun Ortschaften (in Klammern Einwohnerzahl Stand 1. Jänner 2025):
- Katastralgemeinde Haibach:
  - Haibach (354) samt Oberhaibach
  - Hanzing (45)
  - Lehen (66)
  - Neudling (0)
  - Saming (71) samt Neusaming
- Katastralgemeinde Hinding:
  - Hinding (273) samt Achleiten, Breiteich, Edt, Hinding-Zerstreute Häuser und Lochdobl
  - Anzberg (263) samt Aigen, Höh und Weg
  - Freinberg (353) samt Unterfreinberg
  - Kritzing (106) samt Außerhareth, Hareth und Innerhareth

### Nachbargemeinden
|            | Thyrnau (D)                                 |            |
| Passau (D) | Kompassrose, die auf Nachbargemeinden zeigt | Esternberg |
|            | Schardenberg                                |            |

## Geschichte
Seit Gründung des Herzogtums Bayern war der Ort bis 1779 bayrisch und kam nach dem Frieden von Teschen mit dem Innviertel (damals 'Innbaiern') zu Österreich. Während der Napoleonischen Kriege wieder kurz bayrisch, gehört er seit 1814 endgültig zu Oberösterreich.
Nach dem Anschluss Österreichs an das Deutsche Reich am 13. März 1938 gehörte der Ort zum Gau Oberdonau. Nach 1945 erfolgte die Wiederherstellung Oberösterreichs.

### Einwohnerentwicklung
Im Jahr 1991 hatte die Gemeinde laut Volkszählung 1.581 Einwohner, 2001 dann 1.441 Einwohner. Der Rückgang erfolgte trotz positiver Geburtenbilanz wegen der starken Abwanderung. Von 2001 bis 2011 war die Wanderungsbilanz positiv, die Geburtenbilanz leicht negativ, sodass es zu einer Zunahme der in der Gemeinde lebenden Personen auf 1.466 kam.

## Kultur und Sehenswürdigkeiten
- Pfarrkirche Hl. Willibald

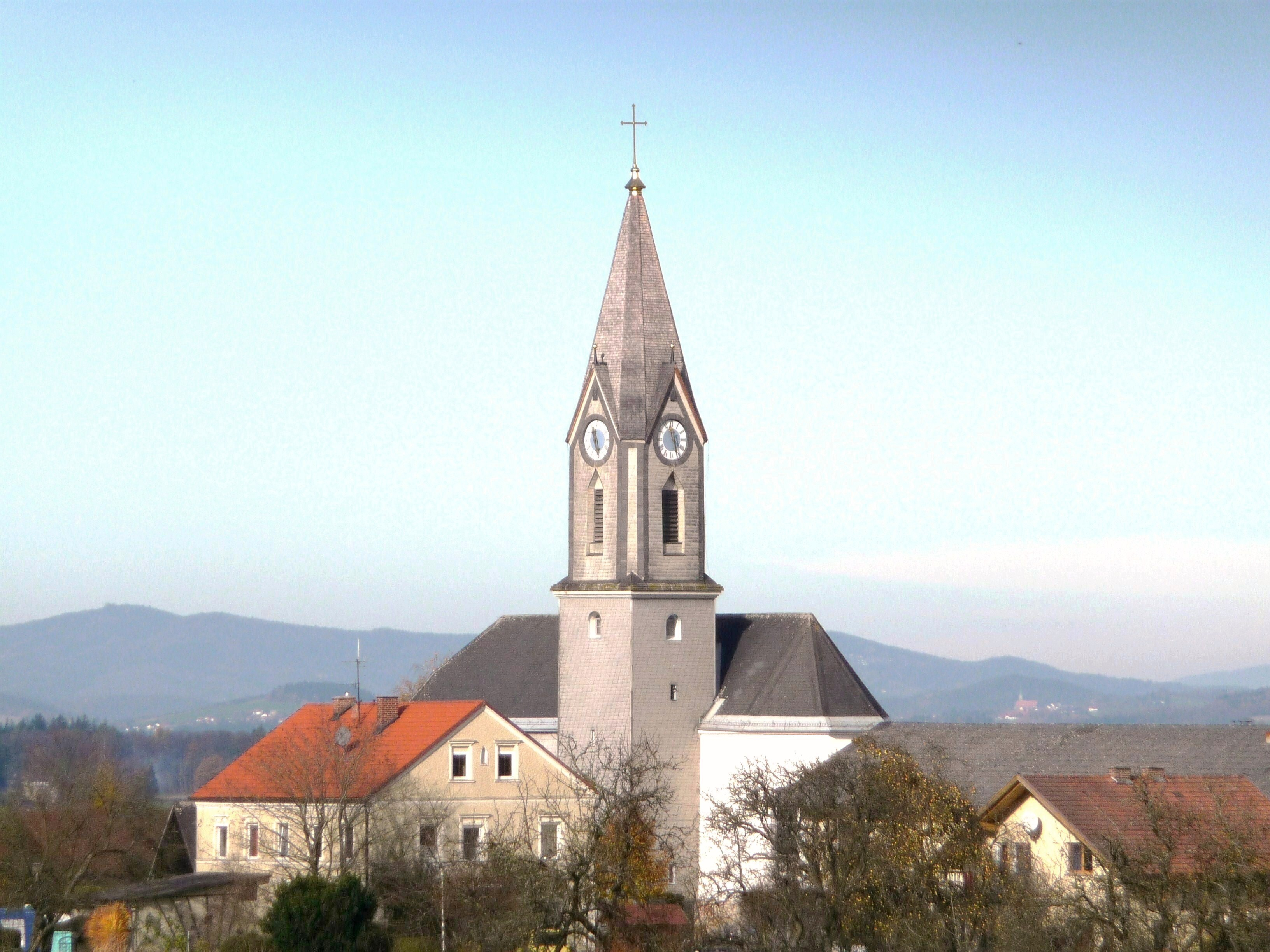
Die Pfarrkirche von Freinberg

- Ratzingerhof: rund 500 Jahre alter Bauernhof, der um 1600 von den Vorfahren von Papst Benedikt XVI. (Joseph Ratzinger) bewirtschaftet wurde und heute von Altbürgermeister Johann Schachner bewohnt wird.
- Ruine Königstein

## Wirtschaft und Infrastruktur
- Schwarzmüller GmbH, Herstellung von Karosserien, Aufbauten und Anhängern

## Politik
Die Gemeinde liegt im Gerichtsbezirk Schärding.

### Gemeindevertretung
Sitzverteilung seit der Gemeinderatswahl 2021:
- 11 Mandate Österreichische Volkspartei (ÖVP)
- 3 Mandate Sozialdemokratische Partei Österreichs (SPÖ)
- 2 Mandate Freiheitliche Partei Österreichs (FPÖ)
- 3 Mandate Freie Wähler Freinberg (FWF)[3]

### Bürgermeister seit 1900
- 1900–1903: Josef Pretzl
- 1903–1907: Josef Mauthner
- 1907–1910: Franz Huber
- 1910–1919: Josef Pretzl
- 1919–1933: Johann Neulinger
- 1933–1939: Anton Pretzl
- 1939–1941: Georg Söllner
- 1941–1945: Georg Simmelbauer
- 1945–1946: Josef Friedl
- 1946–1961: Johann Pichler
- 1961–1985: Johann Ratzinger
- 1985–2003: Johann Schachner
- 2007–2021: Anton Pretzl
- seit 2021: Christian Graf (ÖVP)

### Wappen
Blasonierung: Geteilt durch eine silberne Wellenleiste; oben in Rot ein goldener, schreitender, rot bezungter Leopard; unten in Grün ein silberner, schmaler Bogen, oben besteckt mit einem silbernen Kreuz.
Der heraldische Leopard stammt aus dem Wappen Englands und steht für den Pfarrpatron Willibald von Eichstätt, der Legende nach ein englischer Königssohn. Der untere Teil des Wappens stellt das Markenzeichen der ehemaligen Schwertschmiede Santler am Haibach dar; der Bach selbst wird durch das Wellenband symbolisiert. Die Verleihung des Wappens durch die oberösterreichische Landesregierung erfolgte 1977.
Die Gemeindefarben sind Rot-Weiß-Grün.

## Persönlichkeiten

### Söhne und Töchter der Gemeinde
- Franz Hüttenberger (1884–1966), Politiker (SPÖ)
- Wilhelm Kraus (1900–1978), in Haibach geborener Historiker, Direktor des Kriegsarchivs in Wien

### Mit der Gemeinde verbundene Persönlichkeiten
- Barbara Tausch (* 1982), Gemeinderätin in Freinberg[5] und Bundesrätin (ÖVP)